# Ciriacremum capeneri
Ciriacremum capeneri är en insektsart som beskrevs av Jennifer L. Hollis 1976. Ciriacremum capeneri ingår i släktet Ciriacremum och familjen rundbladloppor. Inga underarter finns listade i Catalogue of Life.